# Борко Лазески
Борко Лазески (Прилеп, 22. октобар 1917 – Скопље, 16. јун 1993) био је македонски сликар и педагог, један од првих апстрактних сликара у македонској уметности, у чијим се радовима снажно истиче посткубизам. Његови најпознатији радови монументалног фрескосликарства налазе се у Скопљу, Кичеву, Велесу, Мексико Ситију и осталим градовима. Такође је радио и на мозаицима и витражима.

## Биографија
Године 1933/1934, уписао је Уметничку школу у Београду, а током летњих празника у Прилепу направио је своје прве слике претежито са социјалном тематиком. По избијању Другог светског рата у Југославији 1941, Лазески је прекинуо школовање у Београду и наставио га на Државној уметничкој академији у Софији. Тамо је дипломирао 1943. и по повратку у Македонију се прикључио Народноослободилачком покрету. У партизанима је направио неколико десетина цртежа који приказују њихов живот, а такође ваља споменути и да је био аутор првог Титовог портрета у Македонији, који је затим умнажан и распачаван међу македонским партизанима.
Након завршетка рата 1945, добио је стипендију за усавршавање у Паризу и уписао се на Високу националну школу за ликовну уметност. Ту је проучавао технику монументализма, што ће имати утицаја на његово касније ставаралаштво. У Паризу је додатно зарађивао у атаљеу за витраже Момајжан, радећи на витражима, фрескама и мозаицима, истовремено проучавајући теорију ликовне уметности.
По повратку у Југославију, испрва се суочио са својеврсним антагонизмом, јер је био пожељан само социјалистички реализам, а модернизам се сматрао декадентном уметношћу. Међутим, са напуштањем идеје о соцреализму као једином пожељном уметничком правцу почетком 1950-их, стваралачки потенцијал Лазеског полако почиње да се испољава; био је један од оснивача авангардне ликовне групе „Денес“, учесник у формирању Друштва ликовних укметника Македоније и Уметничке галерије у Скопљу. Тада је почео да ради на првом монументалном мозаику, 1955. године у Официрском дому у Скопљу (зграда је заједно с мозаиком уништена у земљотресу 1963). У том је периоду израдио и мозаик „1903–1941“ у селу Смиљеву, Дебарца. Спомен-чесма и две симетричне површине чине споменик с приказом и мотивима из Илинданског устанка и Народноослободилачке борбе у Македонији. Од 1951. до 1956, радио је на монументалној фресци “Народноослободилачка борба” у дворани старог железничког колодвора у Скопљу, која му је обезбедила савезну награду „4. јул“ за животно дело 1970. године. Колодвор је тешко страдао у земљотресу 1963, док је предео са фреском бесповратно уништен. Следећа фреска с тематиком НОБ била је реализована у згради Македонске поште 1981; овај мурал који се састојао од пет кружних слика, свака величине 5м2, изгорео је великом пожару у згради Поште јануара 2013. године (у плану је обнова мурала).
Лазески се 1959. године упутио у Ирак, где је радио као предавач на Високој академији ликовних уметности у Багдаду. Тамо је постао члан Багдадске модерне ликовне групе и Ирачког ликовног удружења, те учествовао на многим изложбама и израдио голем опус ликовних радова. У Југославију се вратио 1967. године.
Током 1970-их, израдио је неколико значајних витража; на савезном конкурсу 1972. освојио је прву награду за израду витража у споменику Илинден у Крушеву и исте године почео да ради а њему. Остали значајни витражи су у кабинету гувернера Народне банке у Скопљу и у свечаној хали Македонске академије наука и уметности. Године 1978, био је добитник Октобарске награде СР Македоније за животно дело. Године 1981. израдио је два мурала с мотивима НОБ-а у Музеју “Западна Македонија у НОБ” у Кичеву.
Борко Лазески коначно је одлучио да свој траг остави и у родном граду Прилепу. Јуна месеца 1990. године, насликао је своју фреску „Македонија у НОБ“ из дворане железничког колодвора у Скопљу у Дому културе „Марко Цепенков“ у Прилепу. Свечано откривање фреске одржано је 11. октобра 1991. године у светлу прославе 50. годишњице устанка народа Македоније против фашизма. Исте је године довршио још фреску  „Илинден 1903“ у хотелу Монтана у Крушеву (нова изведба фреске из 1950. уништене у скопском земљотресу 1963) и акрилно стакло „Битола бабам Битола“ у централној пошти у Битољу. Након 1991. планирао је да оснује школу за фрескосликарство у манастиру Трескавец, али је његова ненадана смрт прекинула те планове.